# Represa de Gatún

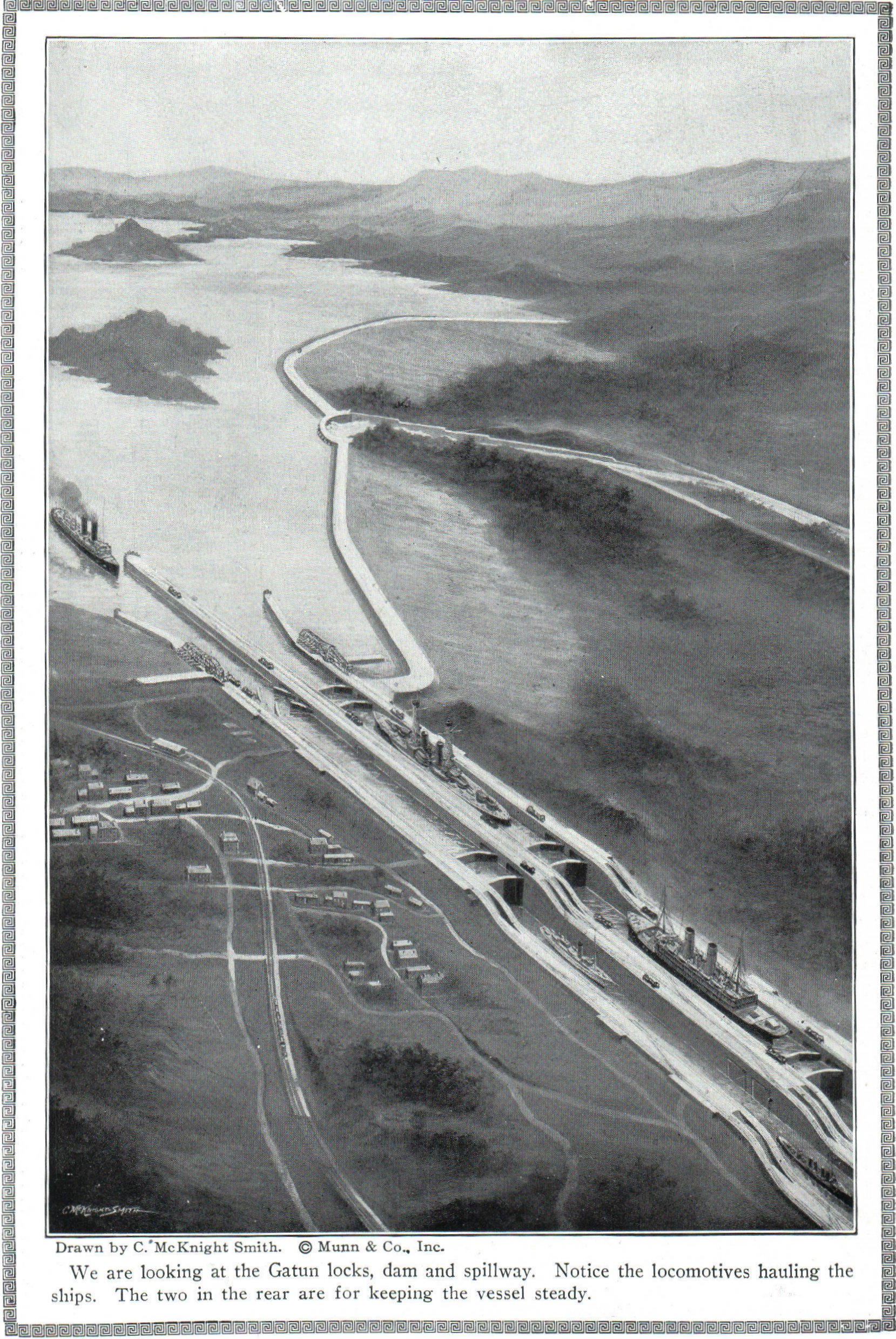
Las esclusas, represa, y vertedero de Gatún.

La represa de Gatún es una gran represa de tierra sobre el río Chagres, en Panamá, cerca del poblado de Gatún. Construida entre 1907 y 1913, es un elemento crucial del canal de Panamá. Embalsa al lago Gatún, que a su vez forma parte (33 km) del corredor bioceánico a través del istmo de Panamá, y alberga una central hidroeléctrica que genera electricidad usada en la operación de las esclusas del canal y otros equipos.
La construcción de la presa fue un gran logro ingenieril, tan sólo eclipsado por la excavación, al mismo tiempo, del Corte Culebra. Al momento de su finalización, la represa era la represa de tierra más grande del mundo, y el Gatún el lago artificial más grande del mundo.

## Descripción
La represa se encuentra en el valle del río Chagres, a unos 10 km de su desembocadura en el mar Caribe. Las sierras que limitan el valle del Chagres tienen, en ese punto, una separación de apenas 2 km, con un cerro rocoso natural en el medio. Esta separación está cubierta por una represa de tierra de 2300 m de largo en su parte superior, y 640 m, 121 m, y 30 m de ancho en la base, al nivel del agua, y en la parte superior (9 m sobre el nivel del lago) respectivamente.
El vertedero se encuentra en el cerro rocoso central. Consiste en una represa semicircular de hormigón que regula el flujo del agua por un canal de hormigón construido en la ladera trasera del cerro. La represa del vertedero mide 225 m en su parte superior. Su forma es semicircular para que el agua converja en el fondo desde distintas direcciones, neutralizando su propia fuerza, y reduciendo la erosión. Encima tiene 14 compuertas sostenidas por pilares de hormigón, cada una de 14 m de ancho por 6 m de alto. Estas compuertas, operadas eléctricamente, se suben o bajan para controlar el flujo del agua. Con el nivel del lago a 26,5 m —su nivel máximo de acuerdo a lo proyectado— la capacidad del vertedero es de 4100 m³ por segundo, más que el caudal máximo del río Chagres. Adicionalmente, las esclusas del canal pueden descargar 1400 m³ por segundo.
El lago Gatún tiene un área de 425 km² a su nivel normal. Contiene 5,2 km³ de agua, que es aproximadamente la misma cantidad que el río Chagres vierte en un año.

## Generación eléctrica
La represa incorpora una central hidroeléctrica, situada en el lado Este del canal de descarga del vertedero. Utiliza el agua del lago para activar varios generadores de turbina. Primeramente se instalaron tres generadores, que producen un total de 9 megawatts. Esta energía se usa en la operación de las esclusas y la maquinaria del vertedero, y para la iluminación de las esclusas y los asentamientos del canal.

## Construcción

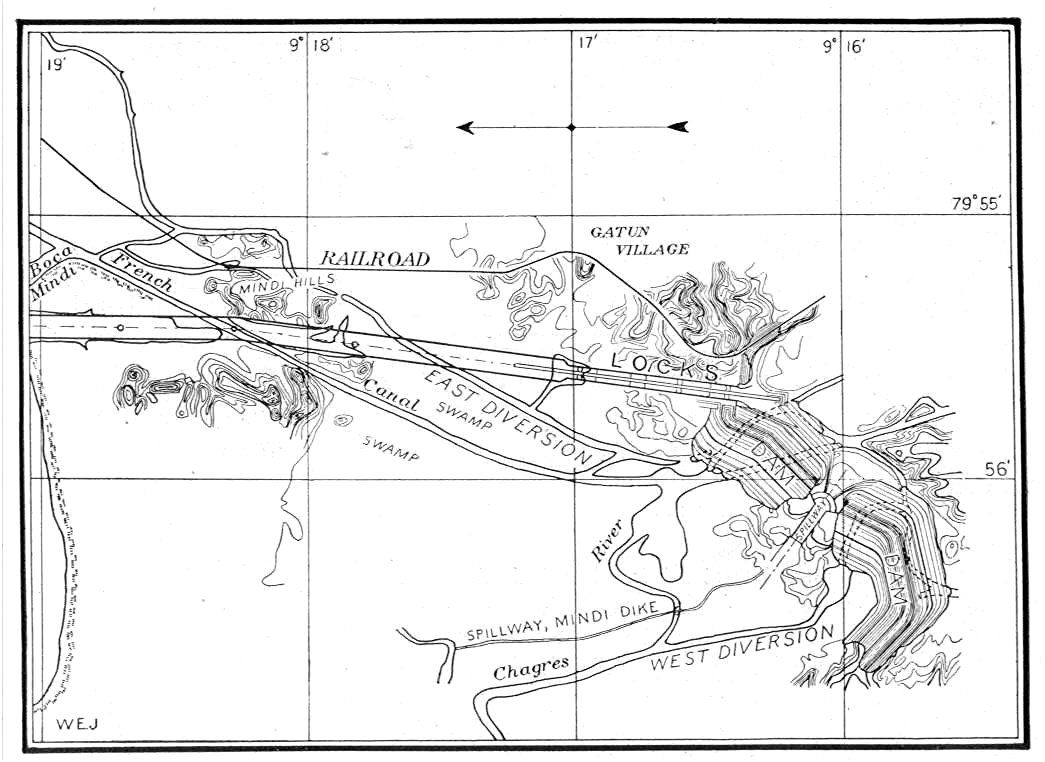
Este mapa, de la época de la construcción, muestra el área alrededor de la represa y esclusas. Se muestran también las excavaciones francesas anteriores

La construcción del canal fue iniciada por un equipo francés que planeaba un canal de costa a costa a nivel del mar. En 1904 EE. UU. se hizo cargo del proyecto, y la propuesta francesa fue reexaminada. Finalmente, en 1906, se decidió por un canal con esclusas.
Antes incluso de que la decisión fuera tomada, el mayor George Washington Goethals, el ingeniero jefe de la mayor parte de la obra, había realizado una investigación sobre la idoneidad del terreno en Gatún para la construcción de una gran represa. A este efecto se efectuaron numerosas perforaciones de prueba, y se realizaron pruebas de presión sobre el material a utilizar en la construcción, para determinar su durabilidad.
El lugar era, en muchos sentidos, ideal para una represa. Las sierras a ambos lados del Chagres se separan ampliamente en el espacio que hoy ocupa el lago, y luego se cierran dejando una brecha relativamente angosta, con un cerro rocoso en el medio. Esto permite a una represa relativamente chica contener una enorme volumen de agua, que provee tanto pasaje para barcos a través de gran parte del istmo, como una reserva de agua para operar las esclusas. El cerro central fue la base sólida ideal sobre la que construir el vertedero de hormigón y su represa. El único problema fue el gigantesco tamaño de la represa a construir.
La represa se construyó levantando dos muros de piedra paralelos, separados 366 m, con material excavado en Culebra y el lugar de las esclusas. Entre estos muros se creó un núcleo impermeable usando una técnica de relleno hidráulico. Esto fue facilitado por la arcilla blanda presente en el valle inferior. Se usaron dragas para excavar esta arcilla y bombearla a una pileta entre las paredes exteriores de la presa. Una vez asentado el material, se extrajo el agua y se la bombeó río abajo. De esta manera se formó un núcleo de cemento natural dentro de la presa.
Una vez construida a la altura deseada, todo el lado río arriba fue reforzado mediante la colocación de grandes peñascos sobre su cara, particularmente en los lugares sometidos a la acción de las olas.
La represa contiene 17.000.000 m³ de material, pesa unas 27.000.000 t y cubre 1,17 km² de terreno. El material es suficiente para construir una pared de 1½ m de alto y 29 cm de ancho alrededor de la tierra sobre el ecuador.